# 保利博纳电影发行公司
保利博纳电影发行有限公司是一家中国大陆以电影发行为核心的专业化电影公司。

## 历史
成立于1999年，现隶属于博纳影业集团。在2003年与中国国有企业保利集团合作成立保利博纳电影发行有限公司，并且在随后的几年参与投资和发行了多部电影，取得成功，奠定了自己在中国电影业的地位。2008年2月2日，保利博纳电影发行公司与香港英皇电影、成龙共同投资的博纳英龙演艺经纪有限公司在北京宣布正式成立。

## 投资和发行电影
《伤城》、《门徒》、《神话》、《头文字D》、《龙虎门》、《新警察故事》、《孔雀》、《我的兄弟姐妹》、《美人草》、《求求你表扬我》、《再说一次我爱你》、《诅咒》、《姨妈的后现代生活》、《投名状》、《长江七号》、《赤壁》、《导火线》、《父子》、《白银帝国》、《三国之见龙卸甲》、《寻人》、《兄弟》、《新少林寺》等。